# Grove (Schleswig-Holstein)
Grove település Németországban, Schleswig-Holstein tartományban. Lakosainak száma 260 fő (2023. december 31.).

## Népesség
A település népességének változása:
| Lakosok száma | 217  | 234  | 248  | 258  | 257  | 260  |
|               | 1975 | 2017 | 2019 | 2021 | 2022 | 2023 |